# Bus 44
Pour les articles homonymes, voir Ligne 44.
Bus 44 (en chinois simplifié : 车四十四 ; pinyin : Chē Sì Shí Sì) est un film hongkongais et américain sorti en 2001.

## Synopsis
Sur une route de campagne de Chine, un jeune homme monte sur un autobus après deux heures d'attente. L'autobus démarre, mais il est attaqué par deux bandits.

## Fiche technique
- Titre : Che Si Shi Si(Bus 44)
- Réalisation : Dayyan Ying(Wu Shi Xuan(伍仕贤))
- Durée : 11 minutes
- Date de sortie : 2001

## Distribution
- La conductrice : Gong Beibi(龚蓓苾)
- Le jeune passager : Wu Chao(吴超)
- Les bandits : Li Yixiang(李易祥) et Zhu Kui(周逵)

## Récompenses
- Mostra de Venise (2001) : Best Short Film - Special Mention
- Festival du film de Sundance (2002) : Mention honorable de court métrage
- Festival de Cannes (2002) : Quinzaine des Réalisateurs
- Festival du film de Floride (2002) : Grand jury award - Best Narrative Short Film